# ATP Tour World Championships 1995
De ATP Tour World Championships 1995 werd voor de zesde keer in het Duitse Frankfurt gehouden. Het toernooi werd van 13 tot 20 november 1995 in de Festhalle Frankfurt op tapijtbanen gespeeld. Het deelnemersveld bestond uit de beste acht spelers op de ATP Rankings.

## Enkelspel

### Deelnemers
De acht geplaatste spelers + vervanger:
| Ranking | Speler             | Prestatie    |
| ------- | ------------------ | ------------ |
| 1.      | Pete Sampras       | Halve finale |
| 2.      | Thomas Muster      | Runner-up    |
| 3.      | Michael Chang      | Round Robin  |
| 4.      | Boris Becker       | Winnaar      |
| 5.      | Jevgeni Kafelnikov | Round Robin  |
| 6.      | Jim Courier        | Round Robin  |
| 7.      | Thomas Enqvist     | Halve finale |
| 8.      | Wayne Ferreira     | Round Robin  |

### Groepsfase
De eindstand in de groepsfase wordt bepaald door achtereenvolgend te kijken naar eerst het aantal overwinningen in combinatie met het aantal wedstrijden. Mochten er dan twee spelers gelijk staan wordt er naar het onderling resultaat gekeken. Mocht het aantal overwinningen en wedstrijden bij drie of vier spelers gelijk wordt er gekeken naar het percentage gewonnen sets en eventueel gewonnen games. Als er dan nog steeds geen ranglijst opgemaakt kan worden dan beslist de wedstrijd commissie.

#### Witte Groep
|                    |                    | Uitslag          |
| ------------------ | ------------------ | ---------------- |
| Pete Sampras       | Boris Becker       | 6–2, 7–6(3)      |
| Jevgeni Kafelnikov | Wayne Ferreira     | 6–3, 6–7(5}, 1–6 |
| Pete Sampras       | Jevgeni Kafelnikov | 6–3, 6–3         |
| Boris Becker       | Wayne Ferreira     | 4–6, 6–2, 7–6(5) |
| Pete Sampras       | Wayne Ferreira     | 6–7(1), 6–4, 3–6 |
| Boris Becker       | Jevgeni Kafelnikov | 6–4, 7–5         |

| Nr. | Speler             | Wedstrijd W - V | Sets W - V | Games W - V |
| --- | ------------------ | --------------- | ---------- | ----------- |
| 1   | Pete Sampras       | 2-1             | 5-2        | 40-31       |
| 2   | Boris Becker       | 2-1             | 4-3        | 38-36       |
| 3   | Wayne Ferreira     | 2-1             | 5-4        | 47-45       |
| 4   | Jevgeni Kafelnikov | 0-3             | 1-6        | 28-41       |

#### Rode Groep
|               |                | Uitslag          |
| ------------- | -------------- | ---------------- |
| Thomas Muster | Michael Chang  | 6–4, 2–6, 3–6    |
| Jim Courier   | Thomas Enqvist | 3–6, 2–6         |
| Thomas Muster | Jim Courier    | 4–6, 6–4, 4–6    |
| Michael Chang | Thomas Enqvist | 1–6, 4–6         |
| Thomas Muster | Thomas Enqvist | 4–6, 7–6(3), 4–6 |
| Michael Chang | Jim Courier    | 6–2, 7–5         |

| Nr. | Speler         | Wedstrijd W - V | Sets W - V | Games W - V |
| --- | -------------- | --------------- | ---------- | ----------- |
| 1   | Thomas Enqvist | 3-0             | 6-1        | 42-25       |
| 2   | Michael Chang  | 2-1             | 4-3        | 34-30       |
| 3   | Jim Courier    | 1-2             | 2-5        | 28-39       |
| 4   | Thomas Muster  | 0-3             | 3-6        | 40-50       |

### Knock-outfase
|  | Halve finale | Halve finale   | Halve finale | Halve finale | Halve finale |   |               | Finale | Finale | Finale | Finale | Finale | Finale | Finale |
|  |              |                |              |              |              |   |               |        |        |        |        |        |        |        |
|  | 3            | Michael Chang  | 6            | 6            |              |   |               |        |        |        |        |        |        |        |
|  | 1            | Pete Sampras   | 4            | 4            |              |   |               |        |        |        |        |        |        |        |
|  | 1            | Pete Sampras   | 4            | 4            |              | 3 | Michael Chang | 63     | 0      | 65     |        |        |        |        |
|  |              |                |              |              |              | 3 | Michael Chang | 63     | 0      | 65     |        |        |        |        |
|  |              | 4              | Boris Becker | 7            | 6            | 7 |               |        |        |        |        |        |        |        |
|  | 4            | 4              | Boris Becker | 7            | 6            | 7 | Boris Becker  | 6      | 65     | 7      |        |        |        |        |
|  | 4            |                |              |              |              |   | Boris Becker  | 6      | 65     | 7      |        |        |        |        |
|  | 7            | Thomas Enqvist | 4            | 7            | 5            |   |               |        |        |        |        |        |        |        |

## Dubbelspel
Het ATP Tour World Championships 1995 dubbelspeltoernooi vond plaats in Eindhoven. Het toernooi werd van 20 tot 26 november 1995 in het Indoor-Sportcentrum Eindhoven op tapijtbanen gespeeld. Het deelnemersveld bestond uit de beste acht dubbels op de ATP Rankings.
De acht geplaatste dubbels :

### Deelnemers
| Ranking | Spelers                         | Prestatie    |
| ------- | ------------------------------- | ------------ |
| 1.      | Todd Woodbridge Mark Woodforde  | Halve finale |
| 2.      | Jacco Eltingh Paul Haarhuis     | Runners-up   |
| 3.      | Grant Connell Patrick Galbraith | Winnaars     |
| 4.      | Cyril Suk Daniel Vacek          | Halve finale |
| 5.      | Mark Knowles Daniel Nestor      | Round Robin  |
| 6.      | Rick Leach Scott Melville       | Round Robin  |
| 7.      | Tommy Ho Brett Steven           | Round Robin  |
| 8.      | Luis Lobo Javier Sánchez        | Round Robin  |

### Groepsfase
De eindstand in de groepsfase wordt bepaald door achtereenvolgend te kijken naar eerst het aantal overwinningen in combinatie met het aantal wedstrijden. Mochten er dan twee koppels gelijk staan wordt er naar het onderling resultaat gekeken. Mocht het aantal overwinningen en wedstrijden bij drie of vier koppels gelijk wordt er gekeken naar het percentage gewonnen sets en eventueel gewonnen games. Als er dan nog steeds geen ranglijst opgemaakt kan worden dan beslist de wedstrijd commissie.

#### Groep A
|                                |                            | Uitslag       |
| ------------------------------ | -------------------------- | ------------- |
| Todd Woodbridge Mark Woodforde | Cyril Suk Daniel Vacek     | 7–6, 2–6, 6–4 |
| Mark Knowles Daniel Nestor     | Tommy Ho Brett Steven      | 4–6, 4–6      |
| Todd Woodbridge Mark Woodforde | Mark Knowles Daniel Nestor | 6–7, 6–4, 7–6 |
| Cyril Suk Daniel Vacek         | Tommy Ho Brett Steven      | 6–3, 7–6      |
| Todd Woodbridge Mark Woodforde | Tommy Ho Brett Steven      | 6–7, 6–3, 6–2 |
| Cyril Suk Daniel Vacek         | Mark Knowles Daniel Nestor | 6–3, 7–5      |

| Nr. | Speler                         | Wedstrijd W - V | Sets W - V | Games W - V |
| --- | ------------------------------ | --------------- | ---------- | ----------- |
| 1   | Todd Woodbridge Mark Woodforde | 3-0             | 6-3        | 52-45       |
| 2   | Cyril Suk Daniel Vacek         | 2-1             | 5-2        | 42-32       |
| 3   | Tommy Ho Brett Steven          | 1-2             | 3-4        | 33-39       |
| 4   | Mark Knowles Daniel Nestor     | 0-3             | 1-6        | 33-44       |

#### Groep B
|                                 |                                 | Uitslag       |
| ------------------------------- | ------------------------------- | ------------- |
| Jacco Eltingh Paul Haarhuis     | Grant Connell Patrick Galbraith | 7–6, 6–2      |
| Rick Leach Scott Melville       | Luis Lobo Javier Sánchez        | 7–5, 6–2      |
| Jacco Eltingh Paul Haarhuis     | Rick Leach Scott Melville       | 7–5, 6–3      |
| Grant Connell Patrick Galbraith | Luis Lobo Javier Sánchez        | 7–5, 6–7, 3–6 |
| Jacco Eltingh Paul Haarhuis     | Luis Lobo Javier Sánchez        | 7–5, 6–1      |
| Grant Connell Patrick Galbraith | Rick Leach Scott Melville       | 6–3, 6–2      |

| Nr. | Speler                          | Wedstrijd W - V | Sets W - V | Games W - V |
| --- | ------------------------------- | --------------- | ---------- | ----------- |
| 1   | Jacco Eltingh Paul Haarhuis     | 3-0             | 6-0        | 39-22       |
| 2   | Grant Connell Patrick Galbraith | 1-2             | 3-4        | 36-36       |
| 3   | Luis Lobo Javier Sánchez        | 1-2             | 2-5        | 31-42       |
| 4   | Rick Leach Scott Melville       | 1-2             | 2-4        | 26-32       |

### Knock-outfase
|  | Halve finale | Halve finale                    | Halve finale                | Halve finale | Halve finale |   |                                 | Finale                      | Finale | Finale | Finale | Finale | Finale | Finale |
|  |              |                                 |                             |              |              |   |                                 |                             |        |        |        |        |        |        |
|  | 3            | Grant Connell Patrick Galbraith | 7                           | 6            |              |   |                                 |                             |        |        |        |        |        |        |
|  | 1            | Todd Woodbridge Mark Woodforde  | 6                           | 3            |              |   |                                 |                             |        |        |        |        |        |        |
|  | 1            | Todd Woodbridge Mark Woodforde  | 6                           | 3            |              | 3 | Grant Connell Patrick Galbraith | 7                           | 7      | 3      | 7      |        |        |        |
|  |              |                                 |                             |              |              | 3 | Grant Connell Patrick Galbraith | 7                           | 7      | 3      | 7      |        |        |        |
|  |              | 2                               | Jacco Eltingh Paul Haarhuis | 6            | 6            | 6 | 62                              |                             |        |        |        |        |        |        |
|  | 2            | 2                               | Jacco Eltingh Paul Haarhuis | 6            | 6            | 6 | 62                              | Jacco Eltingh Paul Haarhuis | 6      | 6      |        |        |        |        |
|  | 2            |                                 |                             |              |              |   |                                 | Jacco Eltingh Paul Haarhuis | 6      | 6      |        |        |        |        |
|  | 4            | Cyril Suk Daniel Vacek          | 3                           | 2            |              |   |                                 |                             |        |        |        |        |        |        |